# Sint-Severinuskerk (Grathem)

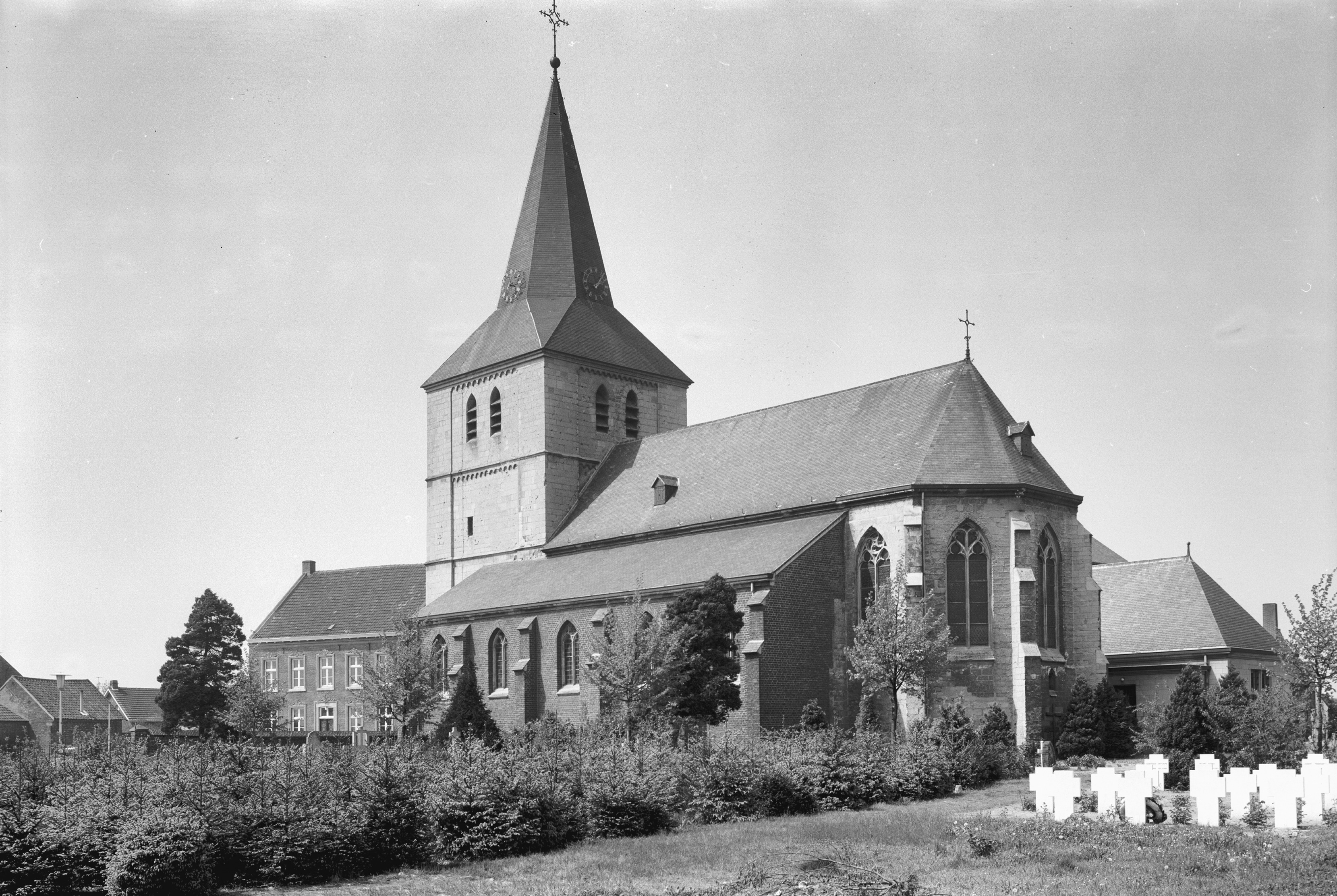
Sint-Severinuskerk

De Sint-Severinuskerk is de katholieke parochiekerk van Grathem, gelegen aan Kerkplein 1 in de Nederlandse gemeente Leudal. De kerk is gewijd aan Sint-Severinus.

## Geschiedenis
De laatromaanse westtoren werd vermoedelijk in de 12e of 13e eeuw gebouwd en werd uitgevoerd in mergelsteen. Het schip werd in het eerste kwart van de 15e eeuw gebouwd en het mergelstenen koor is van omstreeks 1500. In 1840 werd de kerk aan de noordzijde uitgebreid met een zijbeuk. Omstreeks 1850 werd ook aan de zuidzijde een zijbeuk toegevoegd. In 1900 werden de zijbeuken doorgetrokken tot aan de toren. Begin jaren 30 van de 20e eeuw waren er plannen om de kerk tot een driebeukige hallenkerk te vergroten, naar ontwerp van Caspar Franssen. Dit ging echter niet door.
In oktober en november 1944 werd de kerk ernstig beschadigd door geallieerd geweervuur. Daarna werden herstelwerkzaamheden uitgevoerd en tevens werd de kerk vergroot naar ontwerp van Joseph Franssen. De plannen voorzagen in een nieuw schip, dat haaks op de oude kerk werd geplaatst. Hierbij bleef de oude kerk, op de noordbeuk na, gespaard. De nieuwe kerk werd in 1953 ingewijd en een jaar later was ook de toren hersteld.

## Gebouw en inventaris
In het schip bevinden zich zuilen met Maaskapitelen. Er is een gotisch altaar, vervaardigd uit mergel en hardsteen, mogelijk uit de 14e eeuw. Biechtstoelen en preekstoel zijn uit de 17e-19e eeuw. Een groot kruisbeeld is van het laatste kwart van de 15e eeuw, en er zijn houten beelden van heiligen als Agatha, Johannes Nepomucenus, Rochus, en Severinus. alle 17e- of 18e-eeuws. Voorts zijn er twee grafzerken, waarvan één uit het tweede kwart van de 17e eeuw, en één uit 1769, van adellijke personen. Ook op het kerkhof vindt men nog een zevental grafkruisen, daterend van 1628-1757.
De kerk is geklasseerd als Rijksmonument.